# Paul Ikier
Paul Richard Max Ikier (* 28. März 1867 in Mengrowitz; Posen; † 3. Mai 1926 in Niebusch, Landkreis Freystadt in Niederschlesien) war ein preußischer Jurist, Landrat und Rittergutsbesitzer.

## Leben
Paul Ikier wurde als Sohn des Mühlenbesitzers Rudolf Ikier am 28. März 1867 in Mengrowitz in der preußischen Provinz Posen geboren. Er studierte Rechtswissenschaften an der Université de Lausanne und der Friedrich-Wilhelms-Universität Berlin. Während seines Studiums in Lausanne gehörte er im Sommersemester 1887 zu den Gründungsmitgliedern der Société d’Étudiants Germania Lausanne. Nach dem Abschluss seines ersten juristischen Staatsexamens wurde er 1890 mit seiner Inauguraldissertation unter dem Titel „Die Rechtsverhältnisse des Sortimentsbuchhändlers“ an der Ludwigsuniversität Gießen zum Dr. iur promoviert. Anschließend war er ab 1891 als Kammergerichtsreferendar und ab 1892 als Regierungsreferendar tätig. Am 14. September 1899 heiratete er in Essen Ria Hilgenberg. Mit ihr hatte er zwei Söhne, Paul Ikier jun. und Horst Ikier.
Vom 20. Februar bis Mai 1899 versah Ikier auftragsweise die Verwaltung des Landkreises Essen. 1903 wurde er zum Landrat des Landkreises Hoya in der preußischen Provinz Hannover ernannt. Dieses Amt übte er 15 Jahre lang bis 1917 aus. Zwischenzeitlich wurde er 1914 zum Militärdienst eingezogen und wurde ab 1914 als Hauptmann der Reserve des 1. Garde-Feldartillerie-Regiments und ab 1915 als Major der Reserve und Abteilungskommandeur im Reserve-Feldartillerie-Regiment Nr. 46 eingesetzt. Von 1917 bis 1919 war er Landrat des Landkreises Sagan in Niederschlesien.
Nach dem Ausscheiden aus dem Staatsdienst im Jahre 1919 bewirtschaftete er als Landwirt und Besitzer des Rittergutes Niebusch seine Flächen bei Freystadt in Niederschlesien.

## Schriften
- Die Rechtsverhältnisse des Sortimentsbuchhändlers, Juristische Fakultät der Universität Gießen, Inauguraldissertation, Berlin, Druck v. M. Driesner, 1890 archive.org

## Auszeichnungen
- Preußischer Roter Adlerorden 4. Klasse
- Rote Kreuz Medaille 3. Klasse
- Eisernes Kreuz 1. Klasse
- Eisernes Kreuz 2. Klasse
- Schlesischer Adler